# Tua Forsström
Tua Birgitta Forsström (nascuda el 2 d'abril de 1947) és una escriptora finlandesa i sueca que escriu en suec. Va ser guardonada amb el Premi de Literatura del Consell Nòrdic l' any 1998 per la col·lecció de poesia Efter att ha tillbringat en natt bland hästar. El treball de Forsström és conegut pel seu compromís amb el paisatge finlandès, els viatges i els conflictes en les relacions. Sovint fa servir dites a la seva obra, de vegades les col·loca directament en els seus poemes i d'altres les utilitza com a introduccions o interludis en les seves seqüències. Ha utilitzat dites d'Egon Friedell, Ludwig Wittgenstein, Hermann Hesse i Friedrich Nietszche. A la col·lecció Efter att ha tillbringat en natt bland hästar (1997) Forsström utilitza dites de la pel·lícula d'Andrei Tarkovsky Stalker, es col·loquen com a interludis en una seqüència de peces i s'asseuen sols a la pàgina, sense fer referència directa a la seva font a la pàgina, deixant-ho a una secció de Dites a el final del llibre.
El 7 de febrer de 2019, Forsström va ser escollida membre de l'Acadèmia Sueca, succeint a Katarina Frostenson en el lloc 18. Va ser incorporada el desembre de 2019.